# Sihorwa
Sihorwa (nep. सिहोर्वा) – gaun wikas samiti w środkowej części Nepalu w strefie Narajani w dystrykcie Bara. Według nepalskiego spisu powszechnego z 2001 roku liczył on 620 gospodarstw domowych i 3814 mieszkańców (1893 kobiet i 1921 mężczyzn).